# Eysölden
Eysölden ist ein ehemaliger Markt und heute Gemeindeteil des Marktes Thalmässing im Landkreis Roth (Mittelfranken, Bayern). Die Gemarkung Eysölden hat eine Fläche von 6,530 km². Sie ist in 1064 Flurstücke aufgeteilt, die eine durchschnittliche Flurstücksfläche von 6137,48 m² haben. In ihr liegen neben dem namensgebenden Ort die Gemeindeteile Neumühle und Ziegelhütte.

## Geographische Lage
Das Pfarrdorf ist nach dem Hauptort Thalmässing der größte Gemeindeteil und liegt rund sieben Kilometer nördlich davon, am Nordrand des Naturparks Altmühltal. Die Roth durchfließt den Ort. Durch Eysölden führt die Kreisstraße RH 24 in Richtung der 4 km westlich verlaufenden Autobahn A 9 (Auffahrt AS 56 Hilpoltstein). Von dieser zweigen die Kreisstraßen RH 25 und RH 40 ab.

## Geschichte
Im 11. Jahrhundert gehörte Eysölden einer Schwester des Bischofs von Mainz. 1068 wird der Ort als „Isselde“ erstmals urkundlich erwähnt. Grundwort ist „selida“ (ahd. für Haus), Bestimmungswort der Personenname „Isi“, der als Gründer des Ortes angesehen werden kann.
Gegen Ende des 18. Jahrhunderts bestand Eysölden aus 80 Anwesen, einer Kirche, einem Pfarrhaus, einem Schulhaus, einem Rathaus und einer Schmiedstatt. Das Hochgericht übte das ansbachische Oberamt Stauf aus. Grundherren waren das Kastenamt Stauf (59 Anwesen), das Pflegamt Hilpoltstein (4 Güter), die Domdekanei Eichstätt (2 Höfe, 2 Halbhöfe, 3 Güter, 4 Häuser), das Kloster Seligenporten (1 Halbhof, 2 Viertelhöfe), die Reichsstadt Nürnberg (Landesalmosenamt: 2 Güter; Klaramt Nürnberg: 1 Gut).
Nach dem Zweiten Weltkrieg siedelten sich viele Heimatvertriebene in Eysölden an.
Zu dem ehemals eigenständigen Markt gehörten die Gemeindeteile Neumühle und Ziegelhütte. 1972 wurden im Zuge der Gemeindegebietsreform zunächst die Gemeinden Offenbau und Pyras eingegliedert, bevor am 1. Mai 1978 Eysölden selbst mit allen Gemeindeteilen zu Thalmässing kam.

## Ortsentwicklung

### Baugebiete
Neben dem ursprünglichen Kernort wurden nachfolgende Bebauungspläne für Wohnbau und Gewerbe erschlossen.
- In der Hüll, Wohngebiet südwestlich des Kernortes, Erschließung 1978
- Mittelsteig, Wohngebiet nordwestlich des Kernortes, Erschließung 1994
- Letten, Wohngebiet östlich des Kernortes, Erschließung 2019
- Eysölden Ost, Gewerbegebiet östlich des Kernortes, Erschließung 2020
- An der Pyraser Straße, Wohngebiet nordöstlich des Kernortes, Erschließung 2023

### Einwohner
| Jahr      | 018520 | 019610 | 019700 | 019870 | 020140 | 020210 | 020220 |
| Einwohner | 0562   | 0749   | 0747   | 0682   | 0826   | 0786   | 0803   |

## Sehenswürdigkeiten

### Baudenkmäler

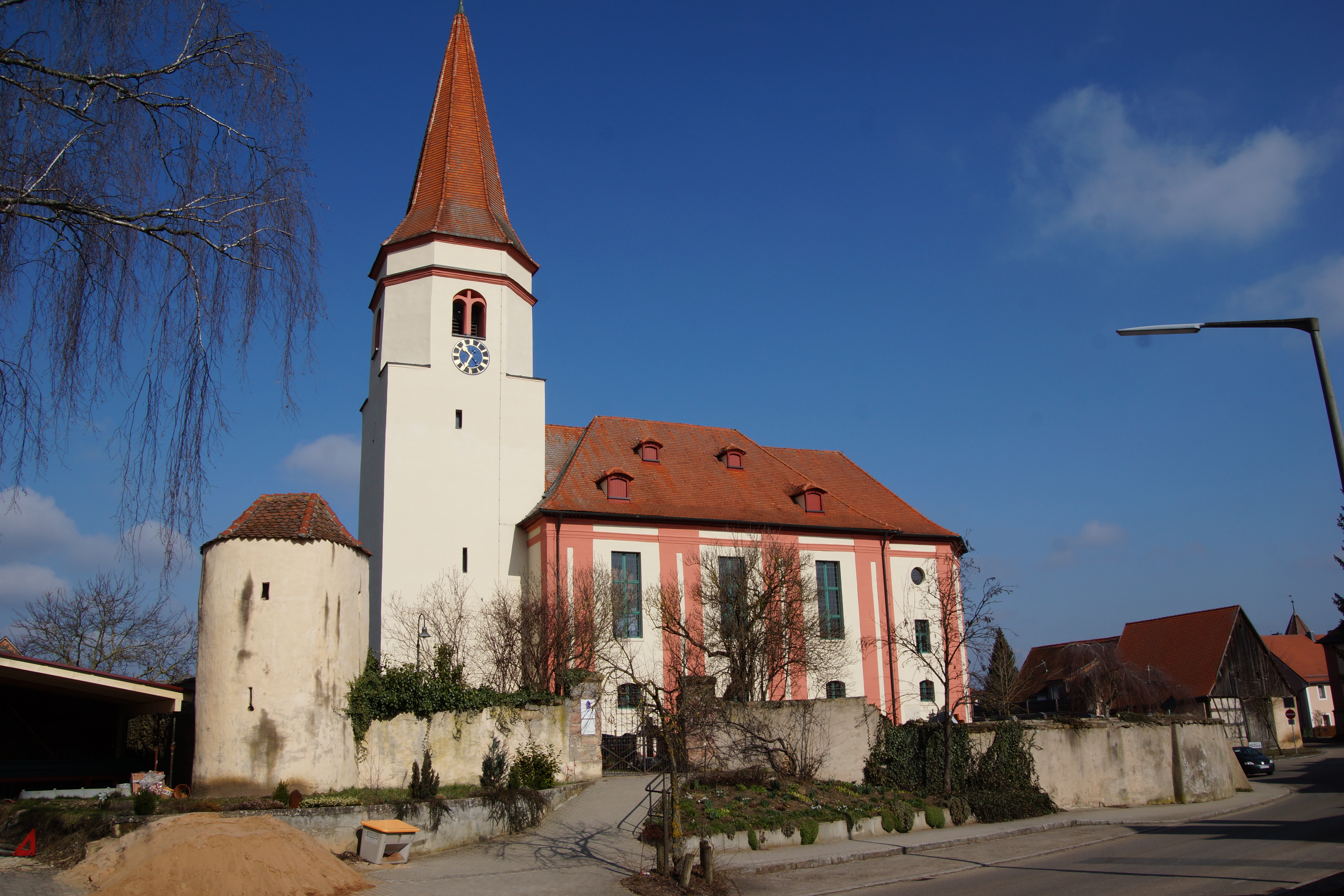
Pfarrkirche St Thomas und Ägidius

Als Nachfolger einer wohl bereits um 900 bestehenden Kirche wurde im Mittelalter die Kirche St. Thomas und Ägidius erbaut und 1749 im Markgrafenstil umgestaltet. Die katholische Heilig-Kreuz-Kirche wurde 1965 nach Plänen von Josef Elfinger errichtet und von Joseph Schröffer geweiht. Erwähnenswert ist auch das Schloss aus dem 11. Jahrhundert.

### Baumdenkmal
Die Einheitseiche am Schützenhaus wurde am 3. Oktober 1990 gepflanzt.

## Sonstiges
Am Wochenende zwischen dem 7. und 13. Oktober wird Kirchweih gefeiert. Auf dem Marktplatz findet der alljährliche Weihnachtsmarkt statt.